# Tiberius Claudius Quartinus
Tiberius Claudius Quartinus (vollständige Namensform Tiberius Claudius Tiberi filius Palatina Quartinus) war ein im 1. und 2. Jahrhundert n. Chr. lebender Angehöriger des römischen Ritterstandes (Eques), der in den Senatorenstand aufstieg und Suffektkonsul wurde. Durch eine (unvollständige, heute verlorene) Inschrift aus Lyon sind einzelne Stationen seiner frühen Laufbahn vor dem Konsulat bekannt.

## Leben
Claudius Quartinus wurde vermutlich um 82/85 geboren. Er diente zunächst als Tribunus militum in der Legio III Cyrenaica, die ihr Hauptlager in Alexandria in der Provinz Aegyptus hatte. Durch Trajan (98–117) wurde er in den Senat aufgenommen (adlecto ab divo Traiano Parthico in splendidissimum ordinem). Im Anschluss übte er folgende Ämter aus (in dieser Reihenfolge): Quaestor urbanus, Aedilis plebis, Praetor, Legatus des Statthalters in der Provinz Asia und iuridicus in der Provinz Hispania citerior. Er ist als iuridicus durch eine weitere Inschrift belegt, die auf den 7. Oktober 119 datiert ist. Danach wurde er durch Hadrian (117–138) zum Kommandeur (vermutlich Praepositus) eines militärischen Verbandes ernannt, der sich aus den Legionen II Traiana fortis und III Cyrenaica (bzw. aus abgeordneten Teilen dieser Legionen) zusammensetzte.
Die Inschrift aus Lyon wurde ihm zu Ehren vermutlich errichtet, als er Statthalter in der Provinz Gallia Lugdunensis war; in Lyon wurde noch eine zweite (unvollständig erhaltene) Inschrift gefunden, die sich wohl auf ihn bezieht. Während der Regierungszeit von Hadrian wurde er Suffektkonsul. In den Arvalakten des Jahres 130 ist das Cognomen Quarti und der Name des zugehörigen Amtskollegen [Ca]ssio Agri[ppa] unvollständig erhalten; es wird daher angenommen, dass er am 19. März dieses Jahres Suffektkonsul war. Nach seinem Konsulat war er Statthalter (Legatus Augusti pro praetore) in Germania superior; er ist als Statthalter in der Provinz durch ein Militärdiplom belegt, das auf den 16. Oktober 134 datiert ist. Möglicherweise war er danach noch Statthalter in Britannia. Durch eine Inschrift ist belegt, dass ein namensgleicher Senator am 15. Oktober 138 an einer Senatssitzung teilnahm; möglicherweise ist er mit Quartinus identisch. Durch Münzen ist er zuletzt noch als Statthalter (Proconsul) in der Provinz Asia belegt.
Quartinus war in der Tribus Palatina eingeschrieben. Eine Inschrift aus Ostia Antica bezieht sich wohl ebenfalls auf ihn. In den Digesten führt Ulpian ein Rescriptum von Hadrian an ihn an: Idem divus hadrianus claudio quartino rescripsit. Einer seiner Vorfahren dürfte vermutlich ein kaiserlicher Freigelassener gewesen sein, worauf sein Name und die Tribus hindeuten.

## VIIvir epulonum
In der Inschrift aus Lyon ist zwischen den Ämtern des Quaestor urbanus und des Aedilis plebis ein weiteres Amt aufgeführt, das jedoch nur unvollständig erhalten ist. In der Epigraphik-Datenbank Clauss-Slaby wird die Inschrift an dieser Stelle zu [VIIvir(o) epul]onum ergänzt; Quartinus wäre in diesem Fall ein Mitglied des Priesterkollegiums der Septemviri epulonum gewesen. Edmund Groag nimmt an, dass an der Stelle eher Curio zu ergänzen ist. Ronald Syme hält die Ergänzung VIIvir epulonum in der Inschrift für falsch und zieht die Ergänzung Curio vor.

## Statthalter in Asia
Durch Münzen, die in Aizanoi während der Regierungszeit von Antoninus Pius (138–161) geprägt wurden, ist ein Claudius Quartinus (Κλαύδιος Κουαρτῖνος) belegt. Edmund Groag nimmt an, dass er nicht mit dem Suffektkonsul von 130 identisch ist. Ronald Syme, Wolfram Weiser und die Real Academia de la Historia (RAH) gehen dagegen davon aus, dass der Suffektkonsul von 130 mit dem späteren Statthalter der Provinz Asia identisch ist.

## Datierung
Edmund Groag datiert einzelne Stationen seiner Laufbahn wie folgt: als iuridicus belegt für das Jahr 119, Kommando über die beiden Legionen vermutlich 123, als ein Krieg mit den Parthern auszubrechen drohte, Suffektkonsul wahrscheinlich 130 und als Statthalter in Germania superior belegt für 134. Werner Eck datiert wie folgt: Statthalter in Gallia Lugdunensis zwischen 123 und 130, Suffektkonsul 130 und Statthalter in Germania superior in den beiden Amtsjahren 133/134 und 134/135.
Ronald Syme datiert seine Laufbahn wie folgt: Aufnahme in den Senatorenstand nach seinem Tribunat, vermutlich im Zusammenhang mit der Annexion des Nabatäerreiches um 105/106, als iuridicus belegt für die Jahre 117 und 119, Kommando über die beiden Legionen 123, Suffektkonsul 130, als Statthalter in Germania superior belegt für 134 und danach Statthalter in Britannia. Er datiert die Statthalterschaft in Asia in das Amtsjahr 145/146.
Die RAH datiert seine Laufbahn wie folgt: geboren um 82/85, Tribunus militum um 105/106, Praetor um 115, iuridicus zwischen 117 und 122, Kommando über die beiden Legionen 123, Statthalter in Gallia Lugdunensis und Suffektkonsul 130, Statthalter in Germania 134, danach Statthalter in Britannia gegen Ende der Regierungszeit von Hadrian (117–138) und zuletzt Statthalter in Asia um 145/146.